# Toholampi
Toholampi este o comună din Finlanda.